# How to Dismantle an Atomic Bomb
How to Dismantle an Atomic Bomb («Как обезвредить атомную бомбу») — одиннадцатый студийный альбом ирландской рок-группы U2. Он был выпущен 22 ноября 2004 года в Великобритании на Island Records и на день позже в США на Interscope Records. Он был спродюсирован Стивом Лиллиуайтом с дополнительным продюсированием Крисом Томасом, Джекнифом Ли, Нелли Хупером, Марком Эллисом, Дэниелом Лануа, Брайаном Ино и Карлом Глэнвиллем. Как и их предыдущий альбом All That You Can't Leave Behind (2000), пластинка демонстрирует более мейнстримное рок-звучание после того, как группа экспериментировала с альтернативным роком и танцевальной музыкой в 1990-х годах.
В поисках более жёсткого звучания, чем у их предыдущего альбома, U2 начали записывать How to Dismantle an Atomic Bomb в феврале 2003 года с Томасом. После девяти месяцев работы у группы был готовый к выпуску материал для альбома, но они не были удовлетворены результатом. Группа впоследствии привлекла Лиллиуайта в качестве продюсера в Дублине в январе 2004 года. Лиллиуайт вместе со своим помощником Ли провели шесть месяцев с группой, перерабатывая песни и поощряя лучшие выступления. Солист U2 Боно описал альбом как «наш первый рок-альбом. Нам потребовалось двадцать лет или сколько там, но это наш первый рок-альбом». Тематически пластинка затрагивает темы жизни, смерти, любви, войны, веры и семьи.
Альбом How to Dismantle an Atomic Bomb получил в целом положительные отзывы критиков и достиг первого места в 34 странах, включая США, где продажи за первую неделю в размере 840 000 копий почти вдвое превысили предыдущий личный рекорд группы. Альбом и его синглы выиграли все восемь премий Грэмми, на которые они были номинированы. Это был также четвёртый по продажам альбом 2004 года, продано почти десять миллионов копий, и он принес несколько успешных синглов, таких как «Vertigo», «City of Blinding Lights» и «Sometimes You Can't Make It on Your Own». Альбом был включён в список «100 лучших альбомов десятилетия» журнала Rolling Stone под номером 68. U2 отметили 20-летие альбома выпуском ремастированного переиздания, включающего сопутствующий альбом треков с сессий звукозаписи под названием «How to Re-Assemble an Atomic Bomb».
17 декабря 2004 года Американская ассоциация звукозаписывающих компаний присвоила альбому трижды платиновый статус.

## Сочинение и запись
Солист Боно объяснил, что ему пришлось задать себе несколько сложных вопросов, прежде чем продолжить запись: «Я хотел проверить, где я был, и где я сейчас. Поэтому я вернулся и послушал всю музыку, которая заставила меня захотеть быть в группе, начиная с Buzzcocks, Siouxsie and the Banshees, Echo & The Bunnymen и всего такого. И что интересно, это было то, что сейчас слушают многие люди в группах. Так что, как ни странно, это сделало нас полностью современными».
В поисках более жёсткого рок-звучания, чем на их предыдущей пластинке All That You Can't Leave Behind, U2 начали записывать How to Dismantle an Atomic Bomb в феврале 2003 года с продюсером Крисом Томасом. После девяти месяцев работы группа закончила альбом песен. В октябре они встретились в Дублине, чтобы оценить свою работу. Боно и гитарист Эдж посчитали, что она достаточно хороша для выпуска; Боно сказал: «Всё, что нам было нужно, это согласие политбюро, и запись была бы выпущена к Рождеству». Однако басист Адам Клейтон и барабанщик Ларри Маллен-младший не согласились со своими коллегами по группе и проголосовали против выпуска записи. Маллен сказал, что песни «не имели никакой магии», в то время как Клейтон сказал: «Когда дело доходит до подписания проекта, вы задаете вопросы вроде: «Есть ли у нас первый сингл, чтобы открыть кампанию?» Честно говоря, нам не хватало не только первого сингла». У Клейтона и Маллена также было неприятное чувство, что All That You Can't Leave Behind перехвалили, когда вышел только один хит — «Beautiful Day». Клейтон считал, что если цель U2 — оставаться самой популярной группой в мире, им нужно три или четыре хита из альбома, которые могли бы привлечь новых поклонников.
Группа пригласила своего давнего продюсера Стива Лиллиуайта, чтобы уладить разногласия. После того, как они проиграли ему альбом, Лиллиуайт оценил, что он ощущается как «вес мира на его плечах. Это определенно было не весело». После долгих обсуждений Боно и Эдж были убеждены, что альбому нужно больше работы. Боно считал, что их песни были хороши, но признал, что «хорошее не заставит вас плакать или не заставит вас покинуть свой дом и отправиться в тур на год». Впоследствии группа уволила Томаса и привлекла Лиллиуайта в качестве продюсера альбома в Дублине в январе 2004 года. Лиллиуайт вместе со своим помощником Джекнайфом Ли провели шесть месяцев с группой, перерабатывая песни и поощряя лучшие выступления. Несколько других продюсеров получили кредиты в альбоме, включая Дэниела Лануа, Брайана Ино, Марка Эллиса, Карла Глэнвилла и Нелли Хупера; Боно признал, что участие нескольких продюсеров повлияло на «звуковую связность записи.
Демо-версия альбома (копия гитариста Эджа) была украдена, когда группа фотографировалась для журнала во Франции в июле 2004 года. Она содержала незаконченные версии нескольких песен, которые попали в альбом. Группа публично заявила, что если эти треки будут слиты в сеть, они немедленно выпустят альбом через iTunes Store. Несколько месяцев спустя готовый альбом был слит в сеть, но группа не выпустила его раньше, несмотря на предыдущие комментарии.
В конце 2004 года «Mercy», неизданный трек из сессий How to Dismantle an Atomic Bomb, всплыл в Интернете через фаната, которому дали копию альбома, содержащую дополнительный трек. Трек не имеет стандартного качества звука, но ему удалось стать любимым на сайтах фанатов. Он был вырезан из финального релиза, но был описан Blender как «шести с половиной минутное излияние U2 в его наиболее раскованном U2-ish». Текст песни можно найти в буклете к специальному ограниченному изданию. Значительно переработанная версия песни была исполнена во время европейской части тура U2 360°; она дебютировала вживую 12 сентября 2010 года во время второго концерта в Цюрихе и была официально выпущена в качестве вступительного трека на виниловом концертном EP группы Wide Awake in Europe в ноябре того же года.

## Композиция
Как и в случае с All That You Can't Leave Behind, в этом альбоме U2 возвращаются к «более „урезанному“ року и поп-звучанию», по словам музыковеда Сьюзан Фаст.
Адам Клейтон сказал об альбоме How to Dismantle an Atomic Bomb: «Это во многом гитарная пластинка. «Vertigo», «Love and Peace», «City of Blinding Lights», «All Because of You» — все довольно роковые мелодии. Многие из них — это отсылка к нашим ранним дням, так что с каждым годом мы собираем немного больше, и вот что мы сейчас собой представляем».
В 2003 году Боно сказал, что одна из их новых песен под названием «Full Metal Jacket» была «матерью всех рок-песен» и «причиной создания нового альбома». Также было записано похожее демо под названием «Native Son». Оба этих демо позже стали «Vertigo».
Современный христианский художник Майкл Уитакер Смит присоединился к группе в студии во время сессий How to Dismantle an Atomic Bomb и работал с ними как минимум над одним треком под названием «North Star». Этот трек, который был данью уважения Джонни Кэшу, до сих пор не появился ни официально, ни неофициально в какой-либо форме. Песня, представленная Боно как «North Star», была сыграна в Турине во время тура U2 360°; однако неизвестно, является ли это той же песней, над которой работали во время сессий. Другие треки, такие как «Shark Soup» (еще одна версия «Vertigo»), «Lead Me In The Way I Should Go» и «You Can't Give Away Your Heart», упоминались в СМИ и самой группой, но не были выпущены.
Самые ранние версии «Love and Peace or Else» возникли во время сессий записи All That You Can't Leave Behind. Она служит песней How to Dismantle an Atomic Bomb «большой мольбой о мире», следуя по стопам «Sunday Bloody Sunday», «Miss Sarajevo», «Please» и «Peace on Earth». Во время выступлений в Vertigo Tour «Love and Peace Or Else» Маллен выходил в центр эллипсовидной рампы, где большую часть песни играл на напольном томе и тарелке крэш. Ближе к концу Боно взял на себя управление и играл на барабане, пока песня не перешла в начальный барабанный ритм «Sunday Bloody Sunday». На большинстве живых выступлений песни Маллен также пел часть «release, release, release, release» во время припева вместе с Боно.
«Crumbs from Your Table» — об отношениях между западными странами и развивающимися странами. Куплеты и припев рассматривают отношения с точки зрения граждан из развивающихся стран, фокусируясь на несоответствии между долгосрочным социально-экономическим планированием, на котором настаивает Запад («You speak in signs and wonders»), и насущной потребностью развивающихся стран в средствах к существованию («But I'm begging for the crochets from your table»). Одна строка («You speak in signs and wonders») была задумана как критика католической церкви. Мост («Where you live should not resolve / Have you live or whether you die») — это заявление Боно, которое следует за темой его речей, в которых он пытается повысить осведомленность об африканской бедности. Боно заявил на бонусном DVD, включенном в специальные издания альбома, что группа не помнит, как писала эту песню, так как в то время они были пьяны. Студийное выступление также включено в вышеупомянутый бонусный DVD. Песня звучала всего несколько раз во время третьего этапа тура Vertigo.
«One Step Closer» — песня в медленном темпе, тексты песен Боно сосредоточены на образах дорожного движения, что приводит к тому, что певец оказывается на островку безопасности. Истоки песни восходят к сессиям All That You Can't Leave Behind. Она была возрождена для How to Dismantle an Atomic Bomb, когда Лануа представил педальную слайд-гитару в дополнение к гитарам Эджа и Боно, а музыкальные влияния, варьирующиеся от кантри до The Velvet Underground, дали о себе знать. Одна из записей песни длилась более 15 минут, и Боно добавил много куплетов, которые впоследствии были исключены. Джекнайф Ли также внес свой вклад в окончательный вид записи. «One Step Closer» указана в альбоме с благодарностью Ноэлу Галлахеру из Oasis. Название песни взято из разговора Боно с Галлахером об умирающем отце Боно, Бобе Хьюсоне. Боно спросил: «Как вы думаете, он верит в Бога?» На что Галлахер ответил: «Ну, он на один шаг ближе к пониманию». До конца Vertigo Tour песня ни разу не исполнялась ни на одном концерте U2. Название альбома происходит от текста песни «Fast Cars», которая была доступна только в некоторых версиях альбома.

## Отзывы критиков
Сергей Степанов («Афиша Daily») назвал альбом «последней студийной удачей» U2, особо отмечая гитарные соло Эджа, но посетовал, что HTDAAB «ошибочно убедил группу в верности взятого ею курса на повторную переработку собственных побед».

## Список композиций
Вся музыка написана U2.
| №                   | Название                                  | Текст песни         | Продюсер                  | Длительность |
| ------------------- | ----------------------------------------- | ------------------- | ------------------------- | ------------ |
| 1.                  | «Vertigo»                                 | Боно и Эдж          | Стив Лиллиуайт            | 3:11         |
| 2.                  | «Miracle Drug»                            | Боно и Эдж          | Лиллиуайт                 | 3:54         |
| 3.                  | «Sometimes You Can't Make It on Your Own» | Боно                | Крис Томас                | 5:08         |
| 4.                  | «Love and Peace or Else»                  | Боно и Эдж          | Брайан Ино, Даниэль Лануа | 4:48         |
| 5.                  | «City of Blinding Lights»                 | Боно                | Флад                      | 5:47         |
| 6.                  | «All Because of You»                      | Боно                | Лиллиуайт                 | 3:34         |
| 7.                  | «A Man and a Woman»                       | Боно                | Джекнайф Ли               | 4:30         |
| 8.                  | «Crumbs from Your Table»                  | Боно                | Лиллиуайт                 | 5:03         |
| 9.                  | «One Step Closer»                         | Боно                | Томас, Лануа              | 3:48         |
| 10.                 | «Original of the Species»                 | Боно                | Лиллиуайт                 | 4:41         |
| 11.                 | «Yahweh»                                  | Боно и Эдж          | Томас                     | 4:22         |
| Общая длительность: | Общая длительность:                       | Общая длительность: | Общая длительность:       | 48:46        |

| №                   | Название            | Текст песни         | Продюсер            | Длительность |
| ------------------- | ------------------- | ------------------- | ------------------- | ------------ |
| 12.                 | «Fast Cars»         | Боно и Эдж          | Лиллиуайт           | 3:44         |
| Общая длительность: | Общая длительность: | Общая длительность: | Общая длительность: | 52:30        |

## В записи участвовали
- Боно — вокал, гитара (2, 9-11), пианино (5);
- Адам Клейтон — бас-гитара;
- Эдж — гитара, бэк-вокал, клавишные, вокал (2, 3);
- Ларри Маллен-мл. — ударные, бэк-вокал (2), перкуссия;
- Джекнайф Ли — синтезаторы, клавишные;
- Даниель Лануа — гитара, мандолина.

Фотографии — Антон Корбейн.

## Позиции в чартах
| Страна         | Высшая позиция | Сертификация |
| -------------- | -------------- | ------------ |
| Ирландия       | 1              | 10× Платина  |
| Австралия      | 1              | 4× Платина   |
| Австрия        | 1              | Платина      |
| Канада         | 1              | 5× Платина   |
| Финляндия      | 1              | Золото       |
| Франция        | 1              | Платина      |
| Япония         | 4              | Платина      |
| Нидерланды     | 1              | Золото       |
| Новая Зеландия | 1              |              |
| Испания        | 6              | 2× Платина   |
| Великобритания | 1              | 4× Платина   |
| США            | 1              | 3× Платина   |

| Год                                            | Песня                                     | Позиция | Позиция | Позиция  | Позиция | Позиция | Позиция | Позиция |
| Год                                            | Песня                                     | IRE     | AUS     | BE (Wal) | CAN     | UK      | US      | US Pop  |
| ---------------------------------------------- | ----------------------------------------- | ------- | ------- | -------- | ------- | ------- | ------- | ------- |
| 2004                                           | «Vertigo»                                 | 1       | 5       | 9        | 2       | 1       | 31      | 10      |
| 2005                                           | «All Because of You»                      | 4       | 23      | 36       | 1       | 4       | —       | —       |
| 2005                                           | «Sometimes You Can’t Make It on Your Own» | 3       | 19      | 32       | 1       | 1       | 97      | 87      |
| 2005                                           | «City of Blinding Lights»                 | 8       | 31      | 23       | 2       | 2       | —       | —       |
| Знак «—» ставится, если сингл не попал в чарт. |                                           |         |         |          |         |         |         |         |

## НаградыГрэмми
| Год  | Альбом/Трек                             | Награда                                            | Победитель |
| ---- | --------------------------------------- | -------------------------------------------------- | --- |
| 2005 | Vertigo                                 | Лучшее вокальное рок-исполнение дуэтом или группой | U2 |
| 2005 | Vertigo                                 | Лучшая рок-песня                                   | U2 |
| 2005 | Vertigo                                 | Лучшее короткое музыкальное видео                  | Grace Bodie (продюсер), Alex & Martin (режиссёры), U2                                                                                               |
| 2006 | Sometimes You Can't Make It on Your Own | Лучшее вокальное рок-исполнение дуэтом или группой | U2 |
| 2006 | Sometimes You Can't Make It on Your Own | Песня года                                         | Брайан Ино, Даниель Лануа, Richard Rainey, U2 |
| 2006 | How to Dismantle an Atomic Bomb         | Лучший рок-альбом                                  | Карл Глэнвилл, Стив Лиллиуайт, U2 |
| 2006 | How to Dismantle an Atomic Bomb         | Альбом года                                        | Карл Глэнвилл, Стив Лиллиуайт, Даниель Лануа, Брайан Ино, Крис Томас, Джекнайф Ли, Нелли Хупер, Флад, Arnie Acosta, Greg Collins, Simon Gogerly, U2 |
| 2006 | City of Blinding Lights                 | Лучшая рок-песня                                   | U2 |